# W (sèrie de televisió)
W (hangul: 더블유; RR: Deobeulyu) és una sèrie de televisió de Corea del Sud de 2016, protagonitzada per Lee Jong-suk i Han Hyo-joo. Format per 16 episodis, es va emetre els dimecres i dijous a les 22:00 (KST) a MBC del 20 de juliol al 14 de setembre de 2016. W se centra en el xoc entre "dos mons": el món real i un món de fantasia dins d'una web, a partir del qual es va prendre el títol de la sèrie de televisió.
La sèrie va rebre elogis per la seva premissa única i es va classificar primer en Content Power Index en la seva setmana d'estrena. Va assolir modestes puntuacions d'un 11,63%, superant les qualificacions dels espectadors en la seva franja horària durant tota la seva carrera.

## Repartiment

### Principal
- Lee Jong-suk com Kang Cheol
- Han Hyo-joo com Oh Yeon-joo